# 帕納索夫基湖 (佛羅里達州)
帕納索夫基湖（英語：Lake Panasoffkee）是位於美國佛羅里達州薩姆特縣的一個人口普查指定地區。

## 地理
帕納索夫基湖的座標為28°47′26″N 82°07′48″W / 28.79056°N 82.13000°W，而該地最高點為海拔高度18米（即59英尺）。

## 人口
根據2010年美國人口普查的數據，帕納索夫基湖的面積為10.40平方千米，當中陸地面積為10.40平方千米，而水域面積為0.00平方千米。當地共有人口3551人，而人口密度為每平方千米341人。